# Szeptember 8.
Szeptember 8. az év 251. (szökőévben 252.) napja a Gergely-naptár szerint. Az évből még 114 nap van hátra.
Névnapok: Adrienn, Mária + Adorján, Adria, Adrián, Adriána, Adrianna, Adriel, Alán, Alen, Csobán, Enna, Irma, Koriolán, Néró, Nesztor, Szerafina, Szergiusz

## Események
- 1425 – Apja, III. Károly halála után I. Blanka és vele férje, II. János lépett a navarrai trónra. (Blanka 1441-ig, II. János 1479-ig uralkodott.)
- 1565 – Málta török ostromának vége. A május óta tartó ostromot a részsikerek ellenére feladta Musztafa generális, amikor a Máltai lovagrend segítséget kapott Szicíliából.
- 1636 – Megalapították a Harvard Egyetemet (Harvard University) a Massachusetts állambeli Cambridge-ben, ez az Amerikai Egyesült Államok legrégebben működő felsőoktatási intézménye.
- 1831 – Varsó elesett, az orosz cári csapatok bevonultak a városba. A lengyel szabadságharc leverését véres megtorlás követte. Felfüggesztették a lengyel alkotmányt.
- 1846 – Megnyílt a Miskolci Nőnevelő Intézet, az első magyar felsőbb leányiskola.
- 1846 – Nagykárolyban először találkozott Petőfi Sándor és Szendrey Júlia, aki életre szóló szerelme, felesége, Zoltán fiuk anyja, a költő legfontosabb múzsája lett.
- 1847 – Petőfi Sándor és Szendrey Júlia házasságkötése Erdődön napra megismerkedésük első évfordulóján; a pár mézesheteit Koltón, a Teleki-kastélyban töltötte el.
- 1853 – Megtalálták a Szemere Bertalan miniszterelnök által 1849. augusztus 23-án Orsova mellett elásatott Szent Koronát.
- 1866 – Először születtek dokumentáltan hatosikrek. A boldog szülők James és Jennie Bushnell, Chicagóból.
- 1893 – Angliában megbukott az ír önkormányzati törvény (Home Rule).
- 1896 – Az I. Magyar Országos Technikus Kongresszus rendezvénye során felavatták Ybl Miklós szobrát (Mayer Ede alkotása) Budapesten, a mai Ybl Miklós téren.
- 1910 – Felavatták az Erzsébet-kilátót.
- 1926 – Németországot felvették a Nemzetek Szövetségébe (Népszövetség).
- 1930 – Richard Drew kifejlesztette a celluxot.
- 1941 – A német csapatok körülzárták Leningrádot. Megkezdődött a város 900 napig tartó ostroma.
- 1944 – Becsapódik Londonba az első V–2 rakéta, mely a második világháború idején a Harmadik Birodalomban kifejlesztett egyfokozatú, folyékony hajtóanyagú ballisztikus rakéta volt.
- 1946 – szeptember 7–9. között, a Független Kisgazdapárt és a Magyar Parasztszövetség által Budapesten rendezett Országos Parasztnapok keretében nagygyűlést tartottak a Hősök terén, melyen közel félmillióan vettek részt; az ünnepség vezérszónoka Nagy Ferenc miniszterelnök volt.
- 1954 – Megalakult a SEATO (Southeast Asia Treaty Organization, a Délkelet-ázsiai Szerződés Szervezete).
- 1957 – A marosvásárhelyi Bolyai Farkas Líceum előtti Bolyai téren az iskola alapításának 400. évfordulóján leplezték le a Bolyaiak szobrát, Izsák Márton és Csorvássy István alkotását.
- 1965 – Az UNESCO ezt a napot az írástudatlanság elleni küzdelem napjává nyilvánította.
- 1966 – Az NBC tévécsatorna sugározza a Star Trek első epizódját.
- 1987 – Erich Honecker, az NDK államfői közül elsőként tett hivatalos látogatást a Német Szövetségi Köztársaságban.
- 1987 – Száz magyar értelmiségi nyílt levélben fordult az Országgyűléshez, bírálva a kormány gazdasági programját.
- 1988 – Magyarország bejelentette, hogy csatlakozni kíván az ENSZ Polgári és Politikai Egyezségokmányának jegyzőkönyvéhez.
- 1991 – Macedónia elszakadt Jugoszláviától, és kikiáltotta függetlenségét.
- 1994 – Ünnepélyes keretek között az utolsó amerikai, brit és francia katona is elhagyta Németországot.
- 2004 – Visszaérkezett a Földre a Genesis űrszonda mintaszállító tartálya.
- 2005 – Viktor Andrijovics Juscsenko ukrán elnök leváltotta Julija Timosenkót, és Jurij Ivanovics Jehanurovot nevezte ki ügyvezető kormányfőnek.
- 2007 – XVI. Benedek pápa az ausztriai Mariazellben mutatott be szentmisét.
- 2022 – Anyja, II. Erzsébet halála után a 73 éves III. Károly kerül az Egyesült Királyság trónjára.[1]

## Sportesemények
Formula–1
- 1957 –  olasz nagydíj, Monza – Győztes: Stirling Moss  (Vanwall)
- 1963 –  olasz nagydíj, Monza – Győztes: Jim Clark  (Lotus Climax)
- 1968 –  olasz nagydíj, Monza – Győztes: Denny Hulme  (McLaren Ford Cosworth)
- 1974 –  olasz nagydíj, Monza – Győztes: Ronnie Peterson  (Lotus Ford Cosworth)
- 1985 –  olasz nagydíj, Monza – Győztes: Alain Prost  (McLaren TAG Porsche)
- 1991 –  olasz nagydíj, Monza – Győztes: Nigel Mansell  (Williams Renault)
- 1996 –  olasz nagydíj, Monza – Győztes: Michael Schumacher  (Ferrari)
- 2013 –  olasz nagydíj, Monza – Győztes: Sebastian Vettel  (Red Bull Racing Renault)
- 2019 –  olasz nagydíj, Monza – Győztes: Charles Leclerc  (Ferrari)

Labdarúgás
- 2018 – A magyar labdarúgó-válogatott 2018. szeptember 8-i mérkőzése: Finnország–Magyarország (Nemzetek Ligája)

## Születések
- 1157 – I. (Oroszlánszívű) Richárd angol király († 1199)
- 1571 – Jagelló Borbála, II. Zsigmond Ágost lengyel királynak és litván nagyhercegnek Barbara Gizanka úrnővel folytatott házasságon kívüli viszonyából származó lánya († 1615)
- 1588 – Marin Mersenne francia szerzetes, matematikus, fizikus († 1648)
- 1635 – Esterházy Pál magyar író, zeneszerző, államférfi, nádor († 1713)
- 1747 – Tolnay Sándor az állatorvoslás első egyetemi professzora († 1818)
- 1767 – August Wilhelm Schlegel német költő, műfordító, műkritikus, a német romantika egyik úttörője († 1845)
- 1779 – IV. Musztafa az Oszmán Birodalom 30. szultánja († 1808)
- 1841 – Antonín Dvořák cseh zeneszerző († 1904)
- 1850 – Blaha Lujza magyar színésznő, a „Nemzet csalogánya” († 1926)
- 1864 – Nagy Pál (honvéd tábornok) honvédtiszt, gyalogsági tábornok, első világháborús hadosztályparancsnok, 1922–25 között a Magyar Királyi Honvédség főparancsnoka († 1927)
- 1867 – Alekszandr Lvovics Parvusz orosz forradalmár († 1924)
- 1869 – Pino Suárez mexikói alelnök († 1913)
- 1886 – Siegfried Sassoon angol író, költő († 1967)
- 1889 – Ágoston Ernő magyar festőművész, grafikus († 1957)
- 1906 – Rotter Emília olimpiai bronzérmes, világbajnok műkorcsolyázó († 2003)
- 1910 – Jean-Louis Barrault francia színész, rendező, színiigazgató († 1994)
- 1911 – Lee Wallard (Lelard Wallard) amerikai autóversenyző († 1963)
- 1912 – Gyarmati Fanni magyar nyelvtanár, Radnóti Miklós hitvese († 2014)
- 1914 – Pataky Jenő magyar színész, érdemes művész († 1996)
- 1919 – Pagonyi János Jászai Mari-díjas magyar színész († 1995)
- 1922 – Tomanek Nándor Jászai-díjas színész, érdemes és kiváló művész († 1988)
- 1925 – Peter Sellers angol színész († 1980)
- 1926
  - Kölgyesi György Aase-díjas magyar színész († 2002)
  - Sergio Pininfarina olasz ipari vállalkozó, formatervező és politikus († 2012)
- 1927 – Chuck Rodee (Charles Rodeghier) amerikai autóversenyző († 1966)
- 1928 – Ács Károly magyar költő, műfordító († 2007)
- 1929 – Christoph von Dohnányi német karmester (Dohnányi Ernő unokája)
- 1934 – Kalász Márton Kossuth- és kétszeres József Attila-díjas magyar író, költő, műfordító, a nemzet művésze († 2021)
- 1942 – Dargay Lajos a magyarországi kinetikus–kibernetikus művészet megalapozója († 2018)
- 1943 – Frank Mária úszó, gyermekorvos († 1992)
- 1944 – Szilvássy Annamária magyar színésznő
- 1946 – Aziz Sancar Nobel-díjas török-amerikai biokémikus és molekuláris biológus
- 1948 – Kincses Veronika Kossuth-díjas magyar operaénekes (szoprán), érdemes művész
- 1951
  - Ránki Dezső Kossuth-díjas zongoraművész, kiváló művész, a nemzet művésze
  - Markó Béla romániai magyar költő, műfordító, az RMDSZ elnöke, román szenátor
- 1954 – Török Annamária Kazinczy-díjas magyar rádióbemondó, műsorvezető, előadóművész, tanár
- 1955 – Skardelli György Ybl Miklós- és Kossuth-díjas magyar építész, érdemes művész
- 1956 – Stefan Johansson (Stefan Nils Edwin Johansson) svéd autóversenyző
- 1960
  - Ia Ninidze grúz színésznó
  - Szuzuki Aguri japán autóversenyző
- 1962 – Berkes Gabriella magyar színésznő, énekesnő, előadóművész
- 1970 – Várnai Szilárd magyar színész
- 1971 – David Arquette amerikai színész
- 1974 – Csomós Lajos magyar színész
- 1979
  - Lékó Péter sakknagymester
  - Pink amerikai énekesnő
- 1981 – Ördög Nóra magyar műsorvezető, szerkesztő
- 1982
  - Marian Cozma román kézilabdázó, az MKB Veszprém játékosa, († 2009)
  - Nathan Brannen kanadai sprinter
  - Pingiczer Csaba magyar színész, a Győri Nemzeti Színház örökös tagja († 2015)
- 1984 – Vitalij Petrov (Vitaly Aleksandrovich Petrov) orosz autóversenyző
- 1987 – Marcel Nguyen német tornász
- 1988 – Rie Kaneto japán úszónő
- 1989 – Avicii (Tim Bergling) svéd zenei producer és lemezlovas († 2018)
- 1994 – Bruno Borges Fernandes portugál labdarúgó
- 2002
  - Gaten Matarazzo amerikai színész
  - Luka Sučić osztrák születésű horvát labdarúgó

## Halálozások
- 780 – IV. Leó, a Bizánci Birodalom császára (* 775)
- 1613 – Carlo Gesualdo itáliai zeneszerző (* 1560 ?)
- 1645 – Francisco de Quevedo spanyol költő (* 1580)
- 1682 – Juan Caramuel Lobkowitz spanyol filozófus, matematikus, egyházi személyiség (* 1606)
- 1743 – Gróf Károlyi Sándor, a Rákóczi-szabadságharc tábornoka, a kurucok főhadparancsnoka (* 1668)
- 1906 – Hőgyes Endre orvos, egyetemi tanár, akadémikus (* 1847)
- 1928 – Nagy Ferenc jogász, jogtudós, politikus, az MTA tagja (* 1852)
- 1930 – Vass József katolikus pap, politikus (* 1891)
- 1932 – Christian von Ehrenfels osztrák filozófus, a gestaltpszichológia egyik alapítója (* 1859)
- 1933 – I. Fejszál iraki király Huszajn mekkai serif harmadik fia, arab emír és nemzeti vezető, rövid ideig Nagy-Szíria uralkodója (* 1883)
- 1939 – Hevesi Sándor színházi rendező, kritikus, író, műfordító (* 1873)
- 1949 – Richard Strauss német zeneszerző (* 1864)
- 1966 – John Taylor brit autóversenyző (* 1933)
- 1976 – Caesar Rudolf Boettger német malakológus (* 1888)
- 1977 – Zero Mostel amerikai színész, a New York-i Broadway színpadainak népszerű komikusa (* 1915)
- 1981 – Jukava Hideki Nobel-díjas japán elméleti fizikus. (* 1907)
- 1984 – Johnnie Parsons (John Parsons) amerikai autóversenyző (* 1918)
- 1985 – Ambrózi Jenő súlyemelő, edző (* 1918)
- 1986 – Hatlaczky Ferenc olimpiai ezüstérmes, világbajnok kajakozó, építészmérnök (* 1934)
- 1991 – Alex North amerikai zeneszerző („Spartacus”) (* 1910)
- 1991 – Brad Davis amerikai színész (* 1949)
- 1994 – Szentágothai János Kossuth-díjas magyar anatómus, neurobiológus, egyetemi tanár, akadémikus, az MTA elnöke, országgyűlési képviselő, az államfői testület tagja (* 1912)
- 2003 – Leni Riefenstahl (er. Berta Helene Amalie Riefenstahl), német színésznő, filmrendező, fényképész (* 1902)
- 2009 – Aage Niels Bohr Nobel-díjas dán magfizikus, a Nobel-díjas Niels Bohr fizikus fia (* 1922)
- 2014 – Magda Olivero olasz opera-énekesnő (szoprán) (* 1910)
- 2015 – Harangozó Teri magyar énekesnő (* 1943)
- 2017 – Ljubiša Samardžić, szerb színész, rendező (* 1936)
- 2022 – II. Erzsébet brit királynő (* 1926)
- 2023 – Tiboldi Mária Jászai Mari-díjas magyar színésznő (* 1939)

## Nemzeti ünnepek, emléknapok, világnapok
- Kisboldogasszony napja (Szűz Mária születésnapja) a keresztény hagyományok szerint (i.e. 1. század)[2][3]
- Macedón Köztársaság: A Függetlenség napja (1991)
- A Fizioterápia Világnapja: A gyógytornászok világszervezete 1995-ben hirdette meg, Magyarországon első alkalommal 1998-ban tartották.
- Az írástudatlanság elleni küzdelem nemzetközi napja (1965 óta)
- A Büntetés-végrehajtási szervezet napja Magyarországon
- Andorrai Fejedelemség: a társfejedelemségi szerződés napja, 1278